# بابلو ميلز
بابلو ميلز (بالإنجليزية: Pablo Mills)‏ (27 مايو 1984 ببرمنغهام في المملكة المتحدة - ) هو لاعب كرة قدم بريطاني في مركز الدفاع. شارك مع منتخب إنجلترا تحت 16 سنة لكرة القدم ومنتخب إنجلترا تحت 18 سنة لكرة القدم ومنتخب إنجلترا تحت 19 سنة لكرة القدم. أما مع النوادي، فقد لعب مع ديربي كاونتي وماكليسفيلد تاون وميلتون كينز دونز ونادي بوري ونادي روذرهام يونايتد ونادي كرولي تاون ونادي والسول وMickleover F.C. ‏ وBrackley Town F.C. ‏ ونادي تشيلتنهام تاون لكرة القدم.

## وصلات خارجية
- بابلو ميلز على موقع قاعدة بيانات كرة القدم.إي يو (الإنجليزية)
- بابلو ميلز على موقع Soccerbase.com (لاعب) (الإنجليزية)